# Сандакчес
Сандакчес — посёлок в Туруханском районе Красноярского края. Входит в Вороговский сельсовет.

## Географическое положение
Посёлок находится в 66 км к северо-западу от центра сельсовета — села Ворогово, на левом берегу реки Дубчес.

## История
Сандакчес основан в середине XX века. В окрестностях посёлка находятся Дубчесские скиты — духовный центр старообрядцев-беспоповцев часовенного согласия.

## Население
| 2010 |
| ---- |
| 375  |